# Alex Marshall
Alex Andre Marshall (ur. 24 lutego 1998 w Kingston) – jamajski piłkarz występujący na pozycji skrzydłowego, reprezentant Jamajki, od 2023 roku zawodnik Portmore United.